# Championnats d'Europe de skyrunning 2017
Navigation
2015 2019
Les Championnats d'Europe de skyrunning 2017 constituent la septième édition des championnats d'Europe de skyrunning, compétition internationale gérée par la fédération internationale de skyrunning. Ils ont lieu du 8 juillet au 13 octobre 2017.
L'Ultra SkyMarathon a lieu le 8 juillet dans le cadre du High Trail Vanoise sur le parcours de 67 km comprenant 5 400 m de dénivelé positif total. Le Gorbeia Suzien SkyMarathon accueille l'épreuve de SkyRace le 7 octobre sur le parcours de 31 km et 2 400 m de dénivelé positif total. Le kilomètre vertical se déroule le 13 octobre dans le cadre du Vertical Grèste de la Mughéra de 3,2 km.

## Résultats

### Ultra SkyMarathon
L'Espagnol Luis Alberto Hernando remporte l'épreuve en établissant un nouveau record du parcours en 8 h 17 min 5 s. Il devance le Français Aurélien Dunand-Pallaz et le Russe Dmitry Mityaev. Le Péruvien Remigio Huamán se classe cinquième de la course mais est hors-championnat. L'Américaine Megan Kimmel remporte la course féminine mais n'est pas classée. C'est la Néerlandaise Ragna Debats qui décroche le titre avec sa deuxième place en 9 h 52 min 10 s. La Suédoise Mimmi Kotka remporte la médaille d'argent. La Tchèque Michaela Mertová termine cinquième de la course derrière l'Américaine Hillary Allen et remporte la médaille de bronze.
| Rang               | Athlète                    | Temps           |
| ------------------ | -------------------------- | --------------- |
| Médaille d'or      | Luis Alberto Hernando      | 8 h 17 min 5 s  |
| Médaille d'argent  | Aurélien Dunand-Pallaz     | 8 h 31 min 4 s  |
| Médaille de bronze | Dmitry Mityaev             | 8 h 43 min 10 s |
| 4                  | André Jonsson              | 8 h 57 min 38 s |
| 5                  | Nicolas Martin             | 9 h 7 min 24 s  |
| 6                  | Franscesco Solé Ducastella | 9 h 13 min 51 s |
| 7                  | Guillaume Beauxis          | 9 h 15 min 45 s |
| 8                  | Lars Olaf Haaheim          | 9 h 33 min 6 s  |
| 9                  | Marek Causidis             | 9 h 44 min 39 s |
| 10                 | Robert Faron               | 9 h 44 min 41 s |

| Rang               | Athlète            | Temps            |
| ------------------ | ------------------ | ---------------- |
| Médaille d'or      | Ragna Debats       | 9 h 52 min 10 s  |
| Médaille d'argent  | Mimmi Kotka        | 10 h 30 min 21 s |
| Médaille de bronze | Michaela Mertová   | 10 h 44 min 30 s |
| 4                  | Eva María Moreda   | 11 h 9 min 15 s  |
| 5                  | Francesca Canepa   | 11 h 31 min 45 s |
| 6                  | Ildikó Wermescher  | 11 h 38 min 54 s |
| 7                  | Gemma Arenas       | 11 h 50 min 10 s |
| 8                  | Katia Fori         | 11 h 52 min 32 s |
| 9                  | Emoke Pal          | 11 h 54 min 21 s |
| 10                 | Roser Español Bada | 11 h 59 min 44 s |

### SkyRace
Présents en force, les coureurs espagnols dominent la course de Gorbeia Suzien. Aritz Egea s'impose devant ses compatriotes Antonio Martínez Pérez et Cristobal Adell Albalat. Chez les femmes, la Roumaine Ingrid Mutter s'impose en battant le record du parcours avec un temps de 3 h 37 min 47 s. Le podium est complété par Celia Chiron et Sheila Avilés.
| Rang               | Athlète                 | Temps           |
| ------------------ | ----------------------- | --------------- |
| Médaille d'or      | Aritz Egea              | 3 h 2 min 55 s  |
| Médaille d'argent  | Antonio Martínez Pérez  | 3 h 6 min 25 s  |
| Médaille de bronze | Cristobal Adell Albalat | 3 h 7 min 29 s  |
| 4                  | Jokin Lizeaga           | 3 h 8 min 20 s  |
| 5                  | Ander Iñarra            | 3 h 8 min 29 s  |
| 6                  | Gyorgy Szabolcs-Istvan  | 3 h 10 min 6 s  |
| 7                  | Daniele Cappelletti     | 3 h 10 min 27 s |
| 8                  | Jiří Čípa               | 3 h 11 min 14 s |
| 9                  | Ondřej Fejfar           | 3 h 12 min 1 s  |
| 10                 | Krzysztof Bodurka       | 3 h 13 min 20 s |

| Rang               | Athlète                   | Temps           |
| ------------------ | ------------------------- | --------------- |
| Médaille d'or      | Ingrid Mutter             | 3 h 37 min 47 s |
| Médaille d'argent  | Celia Chiron              | 3 h 38 min 44 s |
| Médaille de bronze | Sheila Avilés             | 3 h 39 min 1 s  |
| 4                  | Oihana Azkorbebeitia      | 3 h 39 min 29 s |
| 5                  | Eli Gordón Rodríguez      | 3 h 46 min 30 s |
| 6                  | Virginia Pérez            | 3 h 50 min 49 s |
| 7                  | Zuzana Krchová            | 3 h 55 min 19 s |
| 8                  | Marta Antoñana Arando     | 3 h 57 min 16 s |
| 9                  | Nahia Quincoces Altuna    | 3 h 59 min 17 s |
| 10                 | Dominika Wiśniewska-Ulfik | 4 h 1 min 1 s   |

### Kilomètre vertical
Vainqueur de l'épreuve l'année dernière, l'Italien Philip Götsch s'impose à nouveau devant son compatriote Patrick Facchini. Le podium est complété par le Norvégien Stian Angermund-Vik. Chez les femmes, Christel Dewalle remporte la victoire, également déjà victorieuse l'année passée. Elle devance l'Allemande Michelle Maier et l'Italienne Camilla Magliano.
| Rang               | Athlète                | Temps       |
| ------------------ | ---------------------- | ----------- |
| Médaille d'or      | Philip Götsch          | 36 min 23 s |
| Médaille d'argent  | Patrick Facchini       | 38 min 13 s |
| Médaille de bronze | Stian Angermund        | 38 min 40 s |
| 4                  | Nejc Kuhar             | 38 min 46 s |
| 5                  | Petter Engdahl         | 39 min 7 s  |
| 6                  | Luka Kovačič           | 39 min 23 s |
| 7                  | Pere Rullán Estarelles | 40 min 22 s |
| 8                  | Alexey Pagnuev         | 40 min 33 s |
| 9                  | Kiril Nikolov          | 41 min 5 s  |
| 10                 | Alex Oberbacher        | 41 min 5 s  |

| Rang               | Athlète           | Temps       |
| ------------------ | ----------------- | ----------- |
| Médaille d'or      | Christel Dewalle  | 45 min 52 s |
| Médaille d'argent  | Michelle Maier    | 46 min 13 s |
| Médaille de bronze | Camilla Magliano  | 47 min 45 s |
| 4                  | Stéphanie Jiménez | 48 min 5 s  |
| 5                  | Laura Orgué       | 48 min 22 s |
| 6                  | Adéla Stránská    | 48 min 27 s |
| 7                  | Lisa Buzzoni      | 48 min 59 s |
| 8                  | Zuzana Krchová    | 49 min 42 s |
| 9                  | Paola Gelpi       | 50 min 8 s  |
| 10                 | Alba De Silvestro | 50 min 59 s |

### Nations
| Rang               | Pays     | Vertical | Sky | Ultra | Total |
| ------------------ | -------- | -------- | --- | ----- | ----- |
| Médaille d'or      | Tchéquie | 100      | 240 | 180   | 520   |
| Médaille d'argent  | Espagne  | 132      | 78  | 172   | 382   |
| Médaille de bronze | Italie   | 148      | 64  | 88    | 300   |